# 烏丸アナ小路上ル
烏丸アナ小路上ル（からすまあなのこうじあがる）は、KBS京都ラジオで2007年10月1日から放送が開始されたラジオ番組である。

## 概要
月曜日から木曜日の毎日午後、KBS京都の中堅アナウンサーが日替わりでパーソナリティを担当する。
2008年9月23日(火)OAでは、TVのKEIBAワンダーランドでおなじみの京都競馬場からの公開生放送も行った。
この日は、「第1回JRA京都競馬場大運動会」があり、村上アナも含むアナ小路メンバー(塩見アナを除く)に、遠藤奈美、木村寿伸、宮内亨両アナも出演。特別ゲストには、上村洋行騎手も出演した。
2008年10月1日からは、放送時間を1時間拡大してお送りします。
2009年4月からは、澤武、塩見、竹内は、「音楽わいど ラジオ・ビュー」、平野は、「ただ今勤務中!平野智美もお世話になります!」で進行を続ける。

## 放送時間
- 放送開始～2008/9/25 毎週月曜日～木曜日 13:00～14:00
- 2008/9/29～ 毎週月曜日～木曜日 13:00～15:00

## パーソナリティ
- 月曜日：澤武博之

担当:「うまDOKI（TV)実況」土曜日15：00～16：00
　　 「ま～ぶる!天才ピアニストと澤武のせやけどアレやね（ラジオ）」木曜日10：00～14：00
- 火曜日：梶原誠

担当:「ま～ぶる!桂二葉と梶原誠のご陽気に（ラジオ）」火曜日10：00～14：00
　　 「さらピン!キョウト（ラジオ）」木曜日14：00～17：00
- 水曜日：平野智美

担当:
- 木曜日：竹内弘一

担当:「京bizW（TV）」金曜日21：00～22：25
　　 「竹内弘一のこういっちゃナンですが（ラジオ）」金曜日15：30～17：00
- 代打パーソナリティ：塩見祐子（澤武、竹内アナの代理）

担当:「日曜ワイド われら夢の途中（ラジオ）」日曜日8：30～12：00
- その他：村上祐子（平野アナの代理）

担当:

## コーナー出演
- 山崎弘士
- 大沢悠里
- 新井麻希（元TBSアナウンサー）
- マックン（パックンマックン）
- 品田英雄（日経BP社編集委員）

## 番組内のコーナー
- 京の旧暦
- 澤武サロン（月曜）
- 聖母チャンネル（火曜／提供：聖母女学院）
- ふらっとアナ小路
- 平野智美のふらっと映画案内（水曜）
- ラジオ京のいっぴん物語（月・火・水曜、火曜はカレーの情報あり）
- ちょこっと情報☆きょうと
- 澤武博之のスポーツウォッチング（月曜）
- ふらっとお客様（木曜）
- 週刊!竹内ジャーナル（木曜）
- トークホールインワン（木曜）
- すこやか健康相談（第二・第四水曜／提供：武田病院グループ）
- 山崎弘士のプライムラジオショッピング

## 番組中のミニ番組
- 大沢悠里のにっぽん元気カンパニー（木曜／提供：中小企業基盤整備機構／終了）

JRN系列のTBSラジオ製作

## 関連書籍
- 旧暦びより～二十四の季節あそび～（KBS京都発行／コトコト発売）

定価1260円（税込）・京都の主要書店で発売中